# Смърт на Едгар Алън По
Смъртта на Едгар Алън По и до днес остава загадка.
Знаменитият американски писател и поет е открит в ужасно състояние в гр. Балтимор, Мериленд и е откаран в болницата, където умира в 5 часа сутринта на 7 октомври (събота) 1849 г.

## Хронология
На 27 септември 1849 г. По напуска Ричмънд, Вирджиния и се запътва към дома си в Ню Йорк. Не съществуват никакви благонадеждни източници за местонахождението на писателя до след една седмица на 3 октомври, когато е открит в ужасно състояние на една от улиците в Балтимор, отвън Механата на Райън (понякога назовавана и Залата на Гунър). Печатарят Джоузеф У. Уокър, който пръв открива По, изпраща писмо, в което моли за помощ познайника на Едгар д-р Джоузеф Е. Снодграс. В писмото пише:
| „ | Скъпи Господине, тук има един джентълмен, който се представя като Едгар А. По и който се намира в голям нужда. Той казва, че ви познава и ви уверявам, че се нуждае от моментална помощ. Забързано ваш, Джо. У. Уокър | “ |

Снодграс по-късно твърди, че в бележката пише, че По е „състояние не нечовешко отравяне“, но оригиналното писмо опровергава това твърдение.
Когато посещава По, Снодграс описва външния му вид като „отвратителен“ със сплъстена коса, измършавяло, немито лице и „безизразни и празни“ очи. Дрехите му, казва докторът, включващи мръсна риза, но без жилетка, и непочистени обувки, изглеждат износени и не му стават. Д-р Джон Джоузеф Моран, който е лекарят, грижещ се за Едгар По, дава своето детайлно описание на външния вид на По този ден: „нацапано, избледняло палто, панталони в подобен вид, чифт износени обувки, изтъркани на петите и стара сламена шапка“. Писателят никога не се съвзема за достатъчно дълго, за да обясни как е изпаднал в такова състояние. Смята се, че дрехите, които носи, не са негови, най-малко защото носенето на широки, раздърпани дрехи не е в стила на По.
Едгар е под грижите на Моран, затворен е в стая, подобна на килия, и до него не се допускат посетители. Стаята е с решетки на прозорците и се намира в отделението на болницата, където откарват пияни хора. По многократно повтаря името „Рейнолдс“ през нощта преди да умре, макар никой никога да не установява за кого говори. Възможно е да си е спомнил за срещата с Джерамая Н. Рейнолдс, редактор и изследовател, който вероятно е вдъхновил писателя за написването на романа „Историята на Артър Гордън Пим“. Друга вероятност е и Хенри Р. Рейнолдс – съдия, с когото Едгар вероятно се е срещнал в деня на изборите, провеждащи се същата година.
В разстроеното си състояние По говори за своята жена в Ричмънд. Той вероятно халюцинира, мислейки, че съпругата му Вирджиния е все още жива или има предвид Сара Елмира Ройстер, на която е предложил. Доктор Моран съобщава, че последните думи на писателя преди да умре на 7 октомври 1849 са „Господ да помогне на бедната ми душа“ (Lord help my poor soul).

### Д-р Джон Дж. Моран
Едгар По няма посетители и затова д-р Джон Моран вероятно е единственият човек, който остава с писателя през последните му дни. Дори и така да е, твърденията на Моран биват поставяни под въпрос многократно или смятани изцяло за неблагонадеждни. През годините след смъртта на По, докторът променя своята история, пишейки и давайки лекции по темата. Той твърди (през 1875 г. и след това отново през 1885 г.), че веднага се е свързал с лелята (и тъщата) на Едгар – Мария Клем, за да я уведоми за смъртта му. Всъщност докторът пише обяснително писмо на Мария едва след като тя е поискала да ѝ бъде изпратено такова на 9 ноември – почти месец след случая. Моран също твърди, че преди да поеме последния си дъх По съвсем поетично е казал: 
| „ | Сводестите небеса ме обгръщат и Бог е изписал своите декрети върху челото на всяко създадено човешко същество и демони олицетворени, тяхната главна цел ще са кипящите вълни на черното отчаяние. | “ |

 Редакторът на New York Herland, където е публикувана тази версия на Моран, признава, че: 
| „ | Ние не можем да си представим, че По, дори в ужасното си състояние, е конструирал [такова изречение]. | “ |

 Биографът на Едгар – Уилям Битнър, смята твърдението на Джон Моран за опит за изразяване на религиозни последни думи, за да успокои скърбящите.
Докладите на Моран дори неколкократно променят датите. На отделни места докторът твърди, че По е доведен в болницата на 3 октомври в 5 часа след обяд, на 6 октомври в 9 часа сутринта или на 7 октомври (когато писателят умира) в „10 след обяд“. Той твърди още, че за всяка от тези дати има болнични доклади като източник. Претърсването на болничните доклади след около един век не открива нищо. Някои критици твърдят, че непостоянството и грешките на д-р Моран се дължат само и единствено на слаба памет, невинно желание да придаде романтика или дори сенилност. Когато пише последния си публикуван доклад за смъртта на По през 1885 г., Моран е 65-годишен.

## Причина за смъртта
Всички лекарски доклади и документи, включително смъртния акт на По, са изгубени, ако въобще са съществували. Точната причина за смъртта на писателя все още е спорна, но съществуват много теории. Биографите се занимават отдавна с този проблем и са достигнали до много различни заключения, вариращи от убедеността на Джефри Майерс, че смъртта е настъпила вследствие на хипогликемия, до теорията за убийство на Джон Евангелист Уолш. Смята се, че смъртта на По може да е резултат от опит за самоубийство, свързан с депресия. През 1848 г. той почти умира от свръх доза опиум, достъпен на пазара като успокоително и болкоуспокояващо. Макар да не става ясно дали това наистина е опит за самоубийство или просто грешка от страна на Едгар По, не води до смъртта му.
Снодграс е убеден, че По умира заради своя алкохолизъм и успява да популяризира тази идея. Той е водач на движение на въздържатели и използва По като чудесен пример за членовете на движението. Обаче писмените доклади на Снодграс по този въпрос са неблагонадеждни. Моран е против теорията на Снодграс и през 1885 г. заявява, че По не умира от отравяне на кръвта. Моран твърди, че по Едгар „нямаше и следа от аромат на алкохол в дъха му или по него“. Някои вестници по това време обясняват смъртта на писателя с „претоварване на мозъка“ или „умствено възпаление“. Това са просто евфемизми, скриващи смърт по петнящи репутацията причини като например алкохолизъм. Психолог от изследване върху тази тема предполага, че По има дипсомания – състояние, което причинява чести пристъпи и води до невъздържаност (често свързана с алкохола), по време на което болният не може да си спомни какво му се е случило.

Характеризирането на По като неконтролиран алкохолик е спорно. Неговият приятел по чашка за известно време Томас Мейн Рейд признава, че двамата са участвали в диви „запои“, но че По 
| „ | ... никога не отиде извън невинната веселост, която ние всички си позволяваме... Признавайки, че това беше един от кусурите на По, мога спокойно да кажа, че не беше негов навик. | “ |

 Някои хора вярват, че писателят не носи на алкохол и се напива след първата чашка вино. Той пие само през трудните периоди от своя живот и понякога издържа месеци без алкохол. Допълнително объркване относно алкохолизма на По допринася и неговото членство в „Синове на въздържанието“ преди да умре. Уилям Глен, който ръководи обета за въздържание на Едгар, пише години по-късно, че обществото на въздържателите няма никакви причини да смята, че писателят е нарушил този обет в Ричмънд. Предположения за свръх доза наркотици също са доказани за неверни, макар тази теза все още да е популярна. Томас Дън Инглиш – доктор и заклет враг на По, настоява, че Едгар не е зависим от наркотици. Той пише: 
| „ | Ако По имаше навици да използва опиум, когато го познавах (преди 1846), щях и като доктор, и като наблюдателен човек да открия това по време на честите му посещения в дома ми и моите посещения в неговата къща, а и срещите ни другаде – не виждах никакви признаци за това и считам обвинението за безпочвена клевета. | “ |

Няколко други причини за смъртта на По са предложени през годините, включително няколко форми на рядко мозъчно заболяване или мозъчен тумор, диабет, различни видове ензимна недостатъчност, сифилис, апоплексия, делириум, епилепсия и менингит. Доктор на име Джон У. Франсис преглежда По през май 1848 и смята, че той има сърдечна болест, което писателят впоследствие отрича да е истина. Резултатът от тест през 2006 на косъм от косата на По е доказателство против тезата за оловно, живачно отравяне или други видове отравяне с токсични тежки метали. Холерата също е смятана за причина. По преминава през Филаделфия през зимата на 1849, когато вилнее епидемия от холера. Той се разболява по това време в града и пише писмо на леля си Мария Клем, заявявайки, че може „да имам холера или също толкова лоши спазми.“
Писателят е намерен в деня на изборите и затова съществува теза още от 1872, че той е жертва на насилствено гласуване. Според една от теориите, още от 1872 г. се смята, че смъртта е причинена от отравяне с алкохол или от прекалена доза упоителни вещества, използвани при принудително гласуване, което се среща често по това време. Дж. Т. Шарф го описва в Хрониките на Балтимор:
| „ | Реформаторското сдружение бе организирано, за да запази сигурността, спокойствието и честността на изборите, които по това време бяха сцена на най-позорното насилие и безредие. В допълнение към обикновените заплашвания, честни мъже, както и нещастни клетници, често биваха сграбчвани и „убеждавани“ в низки бърлоги, упоявани, зашеметявани с уиски и след това разнасяни по урните, за да гласуват в квартал след квартал, докато полицията стоеше безучастна и съдиите си получаваха гласовете. | “ |

Принудителното гласуване става стандартно обяснение за смъртта на По за повечето му биографи в продължение на няколко десетилетия. Писателят в голяма степен е разпознаваем в Балтимор и подобен изборен трик едва ли би успял с него. Тази теза е използвана и във филма „Смъртта на По“ (The Death of Poe).
Има и правдоподобно доказателство, че смъртта е причинена от бяс.